# Mikkel Duelund
Mikkel Duelund (Aarhus, 29 giugno 1997) è un calciatore danese, centrocampista dell'Aarhus.

## Carriera

### Club
Ha sempre giocato nel campionato danese, fino al 2018 quando si è trasferito alla Dinamo Kiev.

### Nazionale
Ha esordito con la maglia della nazionale Under-21 nel 2016, venendo poi convocato per gli europei di categoria nel 2017. He preso parte anche al campionato europeo di calcio Under-21 2019.

## Statistiche

### Presenze e reti nei club
Statistiche aggiornate al 15 dicembre 2024.
| Stagione           | Squadra            | Campionato         | Campionato | Campionato | Coppe nazionali | Coppe nazionali | Coppe nazionali | Coppe continentali | Coppe continentali | Coppe continentali | Altre coppe | Altre coppe | Altre coppe | Totale | Totale |
| Stagione           | Squadra            | Comp               | Pres       | Reti       | Comp            | Pres            | Reti            | Comp               | Pres               | Reti               | Comp        | Pres        | Reti        | Pres   | Reti   |
| ------------------ | ------------------ | ------------------ | ---------- | ---------- | --------------- | --------------- | --------------- | ------------------ | ------------------ | ------------------ | ----------- | ----------- | ----------- | ------ | ------ |
| 2014-2015          | Midtjylland        | SL                 | 7          | 0          | CD              | 1               | 0               | UEL                | 0                  | 0                  | -           | -           | -           | 8      | 0      |
| 2015-2016          | Midtjylland        | SL                 | 22         | 5          | CD              | 0               | 0               | UCL+UEL            | 1+1                | 1+0                | -           | -           | -           | 24     | 6      |
| 2016-2017          | Midtjylland        | SL                 | 33         | 8          | CD              | 3               | 1               | UEL                | 7                  | 0                  | -           | -           | -           | 43     | 9      |
| 2017-2018          | Midtjylland        | SL                 | 28         | 8          | CD              | 3               | 1               | UEL                | 3                  | 0                  | -           | -           | -           | 34     | 9      |
| lug.-ago. 2018     | Midtjylland        | SL                 | 5          | 0          | CD              | 0               | 0               | UCL+UEL            | 1+1                | 0+0                | -           | -           | -           | 7      | 0      |
| Totale Midtjylland | Totale Midtjylland | Totale Midtjylland | 95         | 21         |                 | 7               | 2               |                    | 14                 | 1                  |             | -           | -           | 116    | 24     |
| set. 2018-2019     | Dinamo Kiev        | PL                 | 9          | 1          | CU              | 1               | 0               | UCL+UEL            | -+3                | -+0                | SU          | -           | -           | 13     | 1      |
| 2019-2020          | Dinamo Kiev        | PL                 | 8          | 0          | CU              | 1               | 2               | UCL+UEL            | 0                  | 0                  | SU          | 0           | 0           | 9      | 2      |
| 2020-2021          | Dinamo Kiev        | PL                 | 4          | 0          | KU              | 0               | 0               | UCL+UEL            | 0                  | 0                  | SU          | 0           | 0           | 4      | 0      |
| Totale Dinamo Kiev | Totale Dinamo Kiev | Totale Dinamo Kiev | 21         | 1          |                 | 2               | 2               |                    | 3                  | 0                  |             | -           | -           | 26     | 3      |
| 2021-2022          | N.E.C.             | ED                 | 22         | 2          | CO              | 3               | 1               | -                  | -                  | -                  | -           | -           | -           | 25     | 3      |
| 2022-gen. 2023     | N.E.C.             | ED                 | 15         | 1          | CO              | 2               | 0               | -                  | -                  | -                  | -           | -           | -           | 17     | 1      |
| Totale N.E.C       | Totale N.E.C       | Totale N.E.C       | 37         | 3          |                 | 4               | 1               |                    | -                  | -                  |             | -           | -           | 41     | 4      |
| gen.-giu. 2023     | Aarhus             | SL                 | 4+8        | 1+1        | CD              | -               | -               | -                  | -                  | -                  | -           | -           | -           | 12     | 2      |
| 2023-2024          | Aarhus             | SL                 | 13+4       | 1+0        | CD              | 0               | 0               | UECL               | 1                  | 0                  | -           | -           | -           | 18     | 1      |
| 2024-2025          | Aarhus             | SL                 | 3          | 0          | CD              | 3               | 1               | -                  | -                  | -                  | -           | -           | -           | 6      | 1      |
| Totale Aarhus      | Totale Aarhus      | Totale Aarhus      | 20+12      | 2+1        |                 | 3               | 1               |                    | 1                  | 0                  |             | -           | -           | 36     | 4      |
| Totale carriera    | Totale carriera    | Totale carriera    | 185        | 28         |                 | 16              | 6               |                    | 18                 | 1                  |             | -           | -           | 219    | 35     |

## Palmarès

### Club

#### Competizioni nazionali
- Campionato danese: 2

Midtjylland: 2014-2015, 2017-2018
- Supercoppa d'Ucraina: 2

Dinamo Kiev: 2019, 2020
- Coppa d'Ucraina: 2

Dinamo Kiev: 2019-2020, 2020-2021